# Ostfold (traghetto)
L'Ostfold è stato un traghetto appartenuto alla compagnia di navigazione italiana Caronte & Tourist dal 1999 al 2014.

## Servizio
Varato il 9 febbraio 1979 nei cantieri navali norvegesi Moss Rosenberg Verft A/S di Stavanger con il nome di Basto II per la compagnia norvegese A/S Alpha, e consegnato l'8 giugno dello stesso anno, entra in servizio sui collegamenti tra Moss e Horten.
Il 1º marzo 1987 la A/S Alpha viene acquisita dal Gruppo Cosmo' ed il Basto II viene trasferito alla Gokstad Shipping Company.
Nel maggio del 1991 subisce intensi lavori di ammodernamento ed il 1º giugno viene ribattezzato Østfold e continua ad operare sulla stessa linea fino al 1996.
Dal 1 al 12 gennaio 1996 viene noleggiato alla Bastø-Fosen A/S e riprende servizio sulla Moss-Horten. 
Il 13 gennaio 1996 viene disarmato a Sandefjord.
Il 1º gennaio 1997 viene registrato alla Gokstad Holding A/S.
Nel gennaio del 1998 viene venduto alla Rogaland Trafikkselskap con l'intento di inserirlo nei collegamenti tra Stavanger e Tau, ma tuttavia non entrò mai in servizio per la compagnia.
Nell'aprile del 1999 viene venduto all'italiana Viano Shipping, issando bandiera italiana e dopo aver subito lavori di adeguamento alla linea, entra in servizio sulla Messina-Reggio Calabria sotto le insegne della Meridiano Lines con il nome modificato in Ostfold.

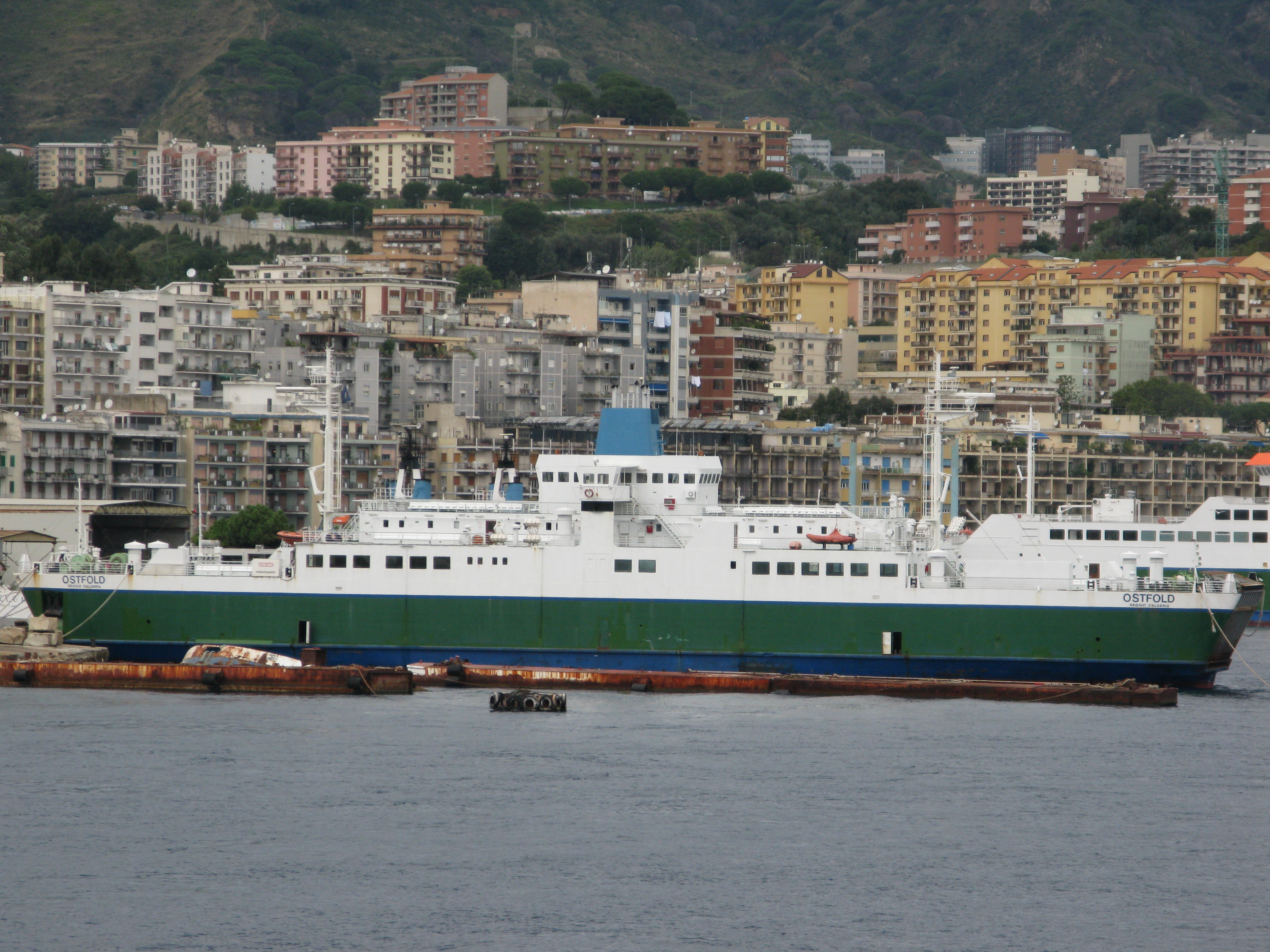
L'Ostfold ormeggiato a Messina-Rada di San Francesco nel 2009.

A marzo 2012 viene noleggiato alla compagnia elbana BluNavy, partendo da Messina per Piombino il 3 marzo.
Il 7 marzo 2012 entra in servizio sulla Piombino-Portoferraio fino al 4 maggio dello stesso anno.
Il 2 maggio parte da Portoferraio per Messina, dove giunge il 5 maggio.
Dal 2011 al 2014 opera sotto le insegne della N.G.I. sulle rotte per le Eolie.
Nel luglio del 2014 viene venduto alla società russa UgTrans Terminal Co. Ltd per la compagnia di navigazione AnRussTrans venendo ribattezzato Krym. Il 14 agosto parte da Messina verso Kerch, dove arriverà il 21 agosto ed entrando in servizio sulla Kerch-Kavkaz il 24 agosto.
Nel marzo del 2015 viene registrato per la Anship LCC.
Il 4 marzo 2018 viene venduto alla Transport Project Ltd e viene ribattezzato con il vecchio nome di Ostfold.
A marzo 2019 viene venduto alla società turca Ciner Teksil Petrol Madencilik, proprietaria della Ege Roro, e viene ribattezzato Yener Ciner.
Nel 2022 viene venduto per la demolizione ad Aliağa, dove viene spiaggiato a marzo dello stesso anno.

## Navi gemelle
- Queen of Chilliwack (demolita ad Alang nel 2024)